# Karl Häupl
Karl Häupl (* 12. April 1893 in Seewalchen am Attersee; † 29. Juni 1960 in Basel) war ein österreichischer Zahnarzt und Hochschullehrer. Er gilt als einer der bekanntesten europäischen Zahnärzte des 20. Jahrhunderts, insbesondere als einer der Pioniere der Funktionskieferorthopädie.

## Leben
Sein gleichnamiger Vater (1865–1927) war ein Wirt und Bürgermeister von Seewalchen am Attersee. Häupl besuchte in seiner Geburtsstadt die Grundschule und verbrachte seine Gymnasialjahre am bischöflichen Petrinum Gymnasium, einer privaten katholischen Schule der Diözese Linz.
Nach Abschluss des humanistischen Gymnasiums in Kremsmünster studierte er ab 1912 Humanmedizin an der Universität Innsbruck, während sein Bruder Josef das Wirtshaus seines Vaters übernahm. Wegen des Ersten Weltkrieges musste Häupl 1914 sein Medizinstudium unterbrechen. Er wurde am 1. August 1914 zum Landwehrregiment I einberufen und in einer Schlacht in Polen im April 1915 schwer verletzt. Nach Fortsetzung seines Medizinstudiums erhielt Häupl im März 1919 seine Approbation als Arzt. Er trat eine Stelle am Dentalinstitut der Universität Innsbruck unter Bernhard Mayrhofer an. Nach nur sechs Monaten wurde er zum Ersten Assistenten befördert. 1920 zog Häupl nach Norwegen, wo er in verschiedenen Zahnarztpraxen in Bergen und Oslo arbeitete. Er erhielt eine Stelle als Erster Assistent in der chirurgischen Abteilung des Royal Dental College in Oslo im Jahr 1923. 1924 legte er die zahnmedizinische Prüfung ab und erhielt seine Approbation als Arzt in Norwegen. Wenige Jahre später, 1927, habilitierte Häupl und erhielt eine Professur. Ende 1930 heiratete Häupl seine erste Frau, die Norwegerin Karen Haugsøen. Sie bekamen 1931 ihre Tochter Annelise und 1936 Kari, die jedoch bereits im 14. Lebensjahr verstarb.
Am 29. Juni 1960 verstarb Häupl in Basel während einer Rede anlässlich des 500-jährigen Bestehens der Universität Basel. Er erlitt einen Herzinfarkt und brach vor den Augen der Teilnehmer und seiner zweiten Frau, Katharina, zusammen. Häupl wurde am Ortsfriedhof in Seewalchen begraben.

## Wissenschaftliche Laufbahn
1929 übernahm er die Leitung des Labors für Pathologie an der Zahnärztlichen Hochschule in Oslo und wurde 1931 Professor für allgemeine und spezielle zahnärztliche und kieferchirurgische Pathologie. Am 1. Oktober 1934 wurde Häupl ordentlicher Professor und Vorsitzender der Klinik für Zahnmedizin, Kiefer- und Gesichtskrankheiten an der Deutschen Universität in Prag. Er beantragte am 19. April 1939 die Aufnahme in die NSDAP und wurde rückwirkend zum 1. April desselben Jahres aufgenommen (Mitgliedsnummer 7.187.557).
Die Deutsche Universität Prag war nach Hitlers Machtantritt zu einem (imperialistisch ausgerichteten) Prestigeprojekt für die Nationalsozialisten regimetreuen Lehrern vorbehalten. Dass Häupl für viele Jahre (1934–1943) eine wichtige Rolle in der Entwicklung der deutschen Universität gespielt hat, unterstreicht, dass er als politisch vertrauenswürdig galt. Häupl war sowohl mit dem Reichszahnärzteführer Ernst Stuck als auch mit dem zahnärztlichen Reichsdozentenführer Karl Pieper im Austausch und konnte sich auf die Unterstützung dieser beiden einflussreichen Nationalsozialisten verlassen. Häupls politische Neigung zum NS-Regime wurde durch seine Ernennung zum Professor in Berlin im Jahr 1943 sichtbar. Zu diesem Zeitpunkt wechselte er als ordentlicher Professor und Leiter der Abteilung für Kieferorthopädie und Zahnprothetik an das Zahnärztliche Institut Berlin, wo er 1944 die Leitung von Hermann Schröder (1876–1942) übernahm, der als bedeutendster Universitätsprofessor für Zahnmedizin im Deutschen Reich galt. Reichsmarschall Hermann Göring – hat sich persönlich für die Berufung Häupls eingesetzt: „Seine Berufung solle ohne Debatte durchgeführt werden.“ Das Zahnärztliche Institut in Berlin war die renommierteste Einrichtung dieser Art im Dritten Reich. Wie bei der Deutschen Universität Prag wurden nur Personen mit nationalsozialistischer Ausrichtung berücksichtigt, die voll auf der Parteilinie lagen. Im Jahr 1944 wurde Häupl von Karl Brandt, SS-Brigadeführer und Generalmajor der Waffen-SS sowie Generalkommissar für das Gesundheits- und Sanitätswesen, in den „Wissenschaftlichen Ausschuss der Vertreter des Gesundheitssystems“ berufen, eine Auszeichnung, die nur zum Regime loyalen Personen zuteilwurde.
Nach Kriegsende kehrte Karl Häupl nach Österreich zurück und erhielt einen Ruf als Hochschullehrer nach Innsbruck. 1951 übernahm er eine Professur für Oral-, Kiefer- und Zahnmedizin sowie Kiefer-Gesichtschirurgie an der Westdeutschen Kieferklinik der Medizinischen Akademie Düsseldorf. Häupl war zusammen mit dem norwegischen Zahnarzt Viggo Andersen der Begründer der international anerkannten Methode der funktionellen Kieferorthopädie. Ihre Apparatur wurde als „Andersen-Häupl-Aktivator“ international bekannt. Er war sich mit dem nicht minder einflussreichen Bonner Kieferorthopäden Gustav Korkhaus über die Risiken und Nebenwirkungen festsitzender kieferorthopädischer Apparaturen wissenschaftlich uneinig. Daneben forschte Häupl in den Bereichen Parodontologie sowie Knochenhistologie und Pathologie.

## Ämter und Auszeichnungen
- Dekan der Medizinischen Fakultät der Universität Innsbruck
- 1957–1958 Rektor der Medizinischen Akademie (seit 1988 Heinrich-Heine-Universität) Düsseldorf
- 1952 Präsident der Arbeitsgemeinschaft für Paradentosen-Forschung (ARPA, heute Deutsche Gesellschaft für Parodontologie (DGParo))
- 1955 Aufnahme in die Deutsche Akademie der Naturforscher Leopoldina[3]
- 1958 Ehrendoktortitel der Albert-Ludwigs-Universität Freiburg
- 1960 Ehrendoktortitel der Martin-Luther-Universität Halle-Wittenberg
- Ehrenbürger von Seewalchen am Attersee
- Ehrenmitglied verschiedener internationaler Berufsverbände
- Mitglied des American College of Dentists
- 1978 Benennung des Fortbildungszentrums der Zahnärztekammer Nordrhein in Karl Häupl Institut[4]
- 2003 Benennung des jährlichen Fortbildungskongresses der Zahnärztekammer Nordrhein in Karl-Häupl-Kongress[4]

## Veröffentlichungen (Auswahl)
Zu seinen Lebzeiten verfasste Häupl 150 Publikationen, darunter 10 Bücher.
- Kieferorthopädie, Häupl, Karl. - Berlin : Berlinische Verl.-Anst., 1959
- Funktionskieferorthopädie, Andresen, Viggo. - München : J. A. Barth, 1936, 1938, 1942, 1945, 1953, 1957
- Ortopedia funzionale dei mascellari Andresen, Viggo. - Milano : Società ed. libraria, 1950, 1. trad. sulla 4. ed. tedesca / a cura di Oscar Hoffer
- Grundriß der Histo-Pathologie des Zahnes und seines Stützapparates, Häupl, Karl. - Leipzig : J. A. Barth, 1940
- Gewebsumbau und Zahnverdrängung in der Funktions-Kieferorthopädie, Häupl, Karl. - Leipzig : J. A. Barth, 1938
- Zahnärztliche Kronen- und Brückenarbeiten, Häupl, Karl. - Leipzig : Meusser, 1929, 1938
- Die marginale Parodontitis, ihre Pathologie, Ätiologie, Klinik, Therapie und Prophylaxe mit bes. Berücks. ihrer fortgeschrittenen u. tiefen Formen (d. sog. Alveolarpyorrhoe) u. mit Bemerkgn. z. Entwicklg., Anatomie u. Physiologie d. Zahnstützapparates (Paradentium) u. z. d. An- u. Abbauvorgängen u. d. Atrophie im Knochen, Häupl, Karl. - Berlin : H. Meusser, 1927 Vorhanden in Leipzig
- Lehrbuch der Zahnheilkunde, Häupl, Karl. - Wien : Urban & Schwarzenberg